# Луговая (Брестская область)
Лугова́я (бел. Лугавая) — деревня в Барановичском районе Брестской области Беларуси. Входит в состав Новомышского сельсовета. Расположена в 22 км по автодорогам к северо-западу от центра Барановичей, на расстоянии 14 км по автодорогам к северу от центра сельсовета, деревни Новая Мышь, на левом берегу реки Мышанка.
Неподалёку расположен железнодорожный остановочный пункт Замошье. Есть кладбище.

## География

### Гидрография
К юго-западу от деревни протекает река Мышанка.

## История
Впервые упоминается в 1798 году как деревня Дурневичи.
По переписи 1897 года в деревне Городищенской волости Новогрудского уезда было 29 дворов, хлебозапасный магазин, ветряная мельница. В 1909 году — 37 дворов.
После Рижского мирного договора 1921 года — в составе гмины Городище Новогрудского повета Новогрудского воеводства Польши, 22 двора.
С 1939 года — в составе БССР, в 1940–57 годах — в Новомышском районе Барановичской, с 1954 года Брестской области. Затем — в Барановичском районе. С конца июня 1941 года до июля 1944 года оккупирована немецко-фашистскими войсками.
Современное название — с 1964 года.
17 февраля 1975 года деревня передана из Гирмантовского сельсовета в Новомышский.
До недавнего времени работал магазин.

## Население
На 1 января 2021 года насчитывалось 8 жителей в 7 хозяйствах, из них 5 — в трудоспособном возрасте, 3 — старше трудоспособного возраста.
| Численность населения (по переписи) | Численность населения (по переписи) | Численность населения (по переписи) | Численность населения (по переписи) | Численность населения (по переписи) | Численность населения (по переписи) | Численность населения (по переписи) |
| 1897                                | 1909                                | 1921                                | 1970                                | 1999                                | 2009                                | 2019                                |
| ----------------------------------- | ----------------------------------- | ----------------------------------- | ----------------------------------- | ----------------------------------- | ----------------------------------- | ----------------------------------- |
| 159                                 | ↗202                                | ↘114                                | ↗133                                | ↘34                                 | ↘17                                 | ↘6                                  |